# Pragobanka Tour 1996
Die Pragobanka Tour 1996 war in Fortsetzung des Pragobanka Cups die dritte Austragung des seit 1994 in Tschechien stattfindenden Eishockeyturniers. Das Turnier war seit diesem Jahr Teil der neu stattfindenden Euro Hockey Tour. Seit diesem Jahr spielten die Nationalmannschaften Schwedens, Tschechiens und Finnlands, das die Slowakei ersetzte, um den inoffiziellen Titel der besten Europäischen Nationalmannschaft. Die Russische Mannschaft verzichtete in diesem Jahr auf eine Teilnahme.
Die Spiele des Jahres 1996 fanden vom 14. bis 18. August vor insgesamt 21.522 Zuschauern in Zlín und Tampere statt. 
Die Finnische Nationalmannschaft konnte bei ihrer ersten Teilnahme das Turnier nach dem Torverhältnis gewinnen.

## Spiele
| 14. August 1996 | Finnland Raimo Helminen (23:46) Jere Lehtinen (46:10) Jyrki Lumme (51:19) | 3:1 (0:0, 1:1, 2:0) | Schweden Andreas Johansson (36:51) | Tampere Zuschauer: 5.036 |

| 16. August 1996 | Tschechien Martin Ručínský (29:16) Martin Ručínský (37:56) | 2:4 (0:2, 2:1, 0:1) | Schweden Niklas Sudström (8:12) Peter Forsberg (15:13) Mattias Norström (26:25) Mats Sundin (59:29) | Zlín Zuschauer: 8.486 |

| 18. August 1996 | Tschechien Radek Bonk (2:54) Petr Nedvěd (31:39) Martin Straka (51:53) | 3:2 (1:0, 1:1, 1:1) | Finnland Jere Lehtinen (22:52) | Zlín Zuschauer: 8.000 |

## Tabelle
| Pl. | Nationalmannschaft | Sp | S | U | N | Tore | Punkte |
| 1.  | Finnland           | 2  | 1 | 0 | 1 | 5:4  | 2      |
| 2.  | Schweden           | 2  | 1 | 0 | 1 | 5:5  | 2      |
| 3.  | Tschechien         | 2  | 1 | 0 | 1 | 5:6  | 2      |

## Die besten Spieler
Beste Scorer
| Spieler    | Mannschaft       | Tore | Vorlagen | Punkte |
| ---------- | ---------------- | ---- | -------- | ------ |
| Tschechien | Robert Lang      | 0    | 3        | 3      |
| Tschechien | Martin Ručínský  | 2    | 0        | 2      |
| Finnland   | Jere Lehtinen    | 2    | 0        | 2      |
| Schweden   | Mattias Norström | 1    | 1        | 2      |
| Schweden   | Mats Sundin      | 1    | 1        | 2      |
| Tschechien | Radek Bonk       | 1    | 1        | 2      |
| Finnland   | Juha Riihijärvi  | 0    | 2        | 2      |
| Tschechien | Robert Holík     | 0    | 2        | 2      |
| Tschechien | Robert Reichel   | 0    | 2        | 2      |